# Сеньория Хайгерлох

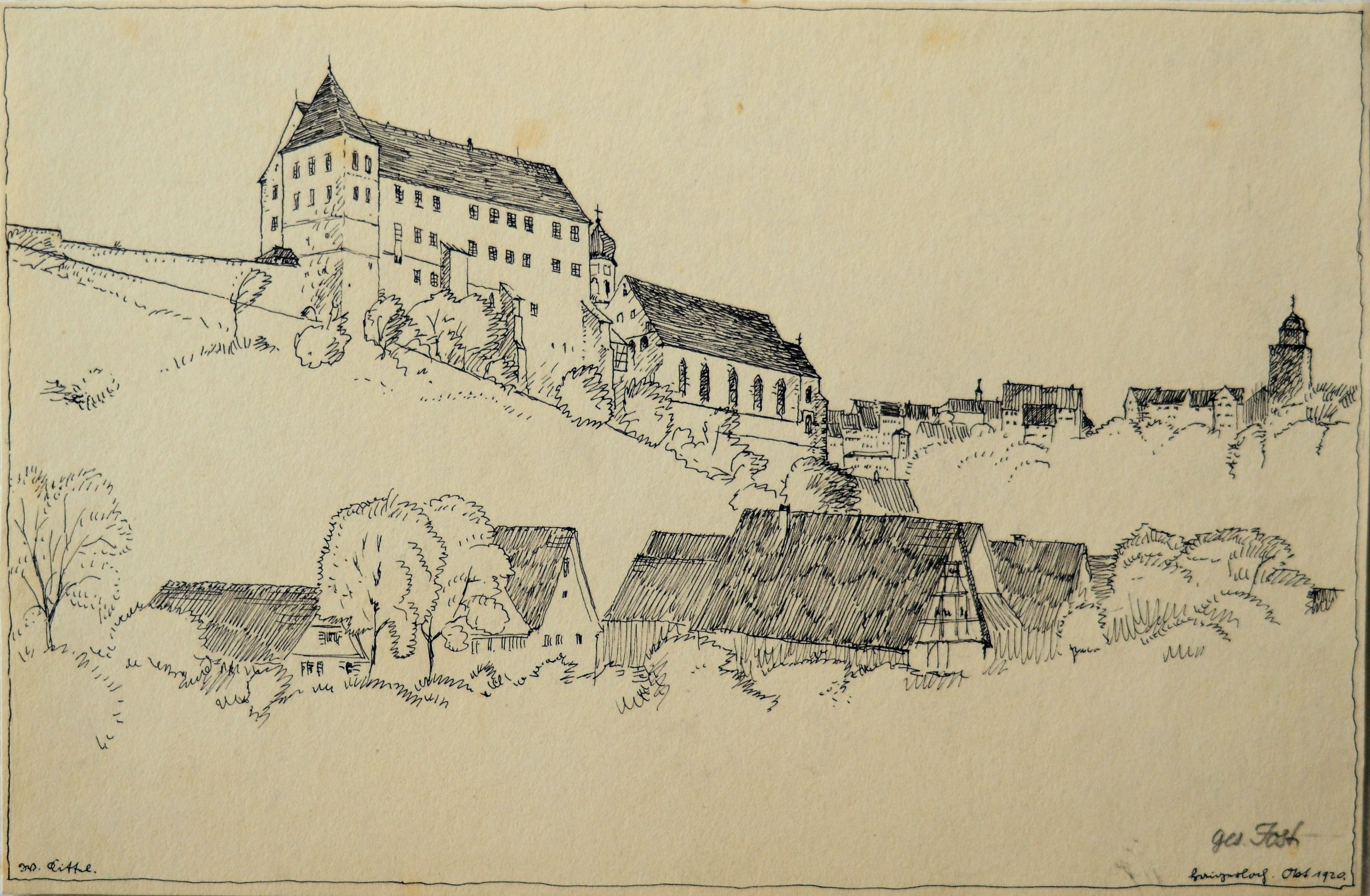
Замок Хайгерлох. Рисунок архитектора Уолтера Киттеля, 1920 г.

Сеньория Хайгерлох (нем. Herrschaft Haigerloch) — государство в составе Священной Римской империи позднего средневековья — раннего Нового времени на юго-западе Германии.

## История
В 1095 г. впервые упоминается замок Хайгерлох, расположенный в верхнем городе Хайгерлох слева от реки Айах и находившийся в подчинении графов Хайгерлох-Виснек. Когда эти графы вымерли (после 1162 года), Хайгерлох захватили графы Гогенберги. В конце XII и XIII вв. место превратилось в город, когда в нижнем городе был построен замок (около 1200 г.) и расширился нижний город справа от Эйяха, что сделало Хайгерлох центром власти Гогенбергов. Графство Хоэнберг, включая Хайгерлох, было продано Габсбургам в 1381 г., а город и сеньория Хайгерлох впоследствии несколько раз передавались в залог.
В двух архиавных книгах XV в. (нем. lagerbuch), свитке 1458 г. и полиптике 1472 г. перечислены права собственности и права сеньора Хайгерлоха: недвижимость, виноградники, рыболовные водоемы и пребенды в непосредственной близости от его замка и на более обширной территории (также за пределами Хорба-на-Неккаре), а также деревенское управление нижней юрисдикцией в Хефендорфе, Харте, Трилфингене, Биттельбронне (Хайгерлохе), Вейлдорфе, Грюоле, Хоспахе и Хейлигензиммерне. В 1497 г. сеньория окончательно перешла к графству Цоллерн после того, как с 1488 г. пребывала в залоге. Граф Эйтель Фридрих II Гогенцоллерн (1452—1512) В 1497 г. обменял сеньорию Рецюнс на сеньорию Хайгерлох, в состав которой на тот момент входили город Хайгерлох и города Груоль, Хайлигенциммерн, Вайльдорф, Биттельбронн, Триллфинген, Харт, Битенхаузен, Хефендорф и Хоспах. В 1516 г. были приобретены Имнау, в 1542 г. — Штеттен.
В 1552 г. сеньории было дано земское уложение (нем. Landesordnung), и в том же году она вместе с сеньорией Верштайн была объединена в сеньорию Хайгерлох-Верштайн. Однако юридически они имели разный статус: сеньория Хайгерлох было свободной собственностью (нем.  freies Eigen), в то время как сеньория Верштайн с городами Бетра, Эмпфинген и Фишинген была австрийской вотчиной и до 1806 г. подчинялась верхнеавстрийскому оберамту Роттенбург
После раздела наследства Цоллернов в 1576 г. Хайгерлох стал резиденцией линии Гогенцоллерн-Хайгерлох, которая вымерла в 1634 г. и перешла к Гогенцоллерн-Зигмаринген. Граф Кристоф Гогенцоллерн-Хайгерлохский расширил замок в стиле эпохи Возрождения. Зигмаринген впоследствии использовали Хайгерлох как «форпост» с неограниченным территориальным суверенитетом (нем. Landeshoheit). При князе Иосифе (1715—1769) город имел экономическое и культурное значение; Карл Фридрих (1769—1785) положил конец статусу Хайгерлоха как резиденции.
В 1806 г. сеньория Хайгерлох состояла из одиннадцати городов с населением почти 5,7 тыс. человек и самого города с населением почти 800. В сеньории Верштайн проживало около 2,3 тыс.